# Madeleine Potter
Madeleine Daly Potter (n. 1 septembrie 1958, Washington, D.C., District of Columbia, SUA) este o actriță americană de teatru, film și de televiziune. Potter a jucat în peste douăzeci de filme și emisiuni TV, inclusiv în patru producții regizate de James Francis Ivory. În plus, a apărut în numeroase producții de teatru din Statele Unite ale Americii și din Marea Britanie. A debutat pe scena teatrului din New York  în Loves Labour's Lost la teatrul Shakespeare Center; piesa a fost produsă de Riverside Shakespeare în 1981.

## Biografie
Potter este singura fiică a lui Philip B.K. Potter (1927-1975), diplomat american care a servit în Biroul de Servicii Strategice, și al soției acesteia, născută Madeleine Mulqueen Daly (1921-1985). În 1984, după mai multe roluri de teatru, a debutat cinematografic în filmul Bostonienii, regizat de James Ivory. Sub regia lui James Ivory, a mai interpretat în filmele Slaves of New York (1989), Cupa de Aur (2000) și Contesa de gheață (2005). În Dincolo de întuneric (2012, scenariu de Kazuo Ishiguro), a jucat alături de actori ca Sigourney Weaver, Robert De Niro și Cillian Murphy.
În 1990, a jucat în filmul italian de groază Due occhi diabolici (bazat pe teme de Edgar Allan Poe) regizat de Dario Argento și George A. Romero, în episodul „Pisica neagră”, un rol principal alături de Harvey Keitel, Martin Balsam și Kim Hunter.
Din căsătoria cu actorul irlandez Patrick Fitzgerald, de care a divorțat, are o fiică, Madeleine Daly, care a apărut ca actor copil în două filme.
Pe lângă lucrările sale din film și televiziune, Potter a fost o invitată frecventă în teatrele londoneze din 2000, unde poate fi văzută în piese critice din punct de vedere social ale unor autori contemporani mai tineri.

## Filmografie
- Bostonienii (The Bostonians, 1984) - ca Verena Tarrant. Regia James Ivory. După roman omonim de Henry James.
- Hello Again (1987) - ca Felicity Glick. Film de fantezie. Regia Frank Perry.
- The Suicide Club (1988) - ca Nancy. Regia James Bruce.
- Mișmașuri pe Broadway  (Bloodhounds of Broadway, 1989) - ca Widow Mary. Film de antologie de comedie. Regia Howard Brookner.
- Slaves of New York (1989) - ca Daria. Regia James Ivory
- Due occhi diabolici (1990) - ca Annabel (segmentul „Pisica neagră”). Film antologie de groază. Regia Dario Argento și George A. Romero.
- Leapin' Leprechauns! (1995) - ca Morgan de la Fey/Nula (nemenționată). Filmat în România. Regia Ted Nicolaou.
- Spellbreaker: Secret of the Leprechauns (1996) - ca Morgan de la Fey/Nula. Filmat în România. Regia Ted Nicolaou.
- Cupa de Aur (The Golden Bowl, 2000) - ca Lady Castledean. O producție  Merchant Ivory. Regia James Ivory.
- Refuge (2002) - ca Sylvia Oakes. Regia Narain Jashanmal.
- Contesa de gheață (The White Countess, 2005) - ca Greșenka. Regia James Ivory, scenariul Kazuo Ishiguro.
- Dincolo de întuneric (Red Lights, 2012) - ca Sarah Sidgwick. Thriller. Regia Rodrigo Cortés.

### Televiziune
- State of Play - ca Profesoara Tate
- Crimele din Midsomer; Episodul „Country Matters” (2006) - în rolul Celiei Patchett
- Holby City (2013) - ca Sharon Kozinsky

## Audio
- Doctor Who - Assassin in the Limelight (2008) - Lizzie Williams
- Doctor Who - The Cradle of the Snake (2010) - Yoanna Rayluss

## Teatru

### Londra
- Soțul ideal, regia Peter Hall (1996) - ca Haymarket Theatre
- Southwark Fair, regia Nicholas Hytner (2006) - ca Royal National Theatre
- After Mrs. Rochester, scenariul și regia Polly Teale (2003)
- Broken Glass, scenariul și regia Iqbal Khan (2010)[7]

### Broadway
- Ibsen's Strigoii (1982) - Regine Engstrand, servitoarea doamna Helene Alving[8]
- Coastal Disturbances (1987) - Holly Dancer
- Metamorphosis (1989) - Greta, sora lui Gregor Samsa
- The Crucible (1991) - Abigail Williams
- Căsătoria (Getting Married, 1991) - Leo
- Constructorul Solness (1992) - Hilde Wangel
- A Little Hotel on the Side (1992) - Victoire